# Eredivisie w piłce siatkowej mężczyzn
Eredivisie siatkarzy – najwyższa w hierarchii klasa męskich ligowych rozgrywek siatkarskich w Holandii. Za jej organizację odpowiedzialny jest Holenderski Związek Piłki Siatkowej (Nederlandse Volleybal Bond).
Rozgrywki o mistrzostwo Holandii po raz pierwszy zorganizowane zostały w sezonie 1947/1948. Zakończyły się zwycięstwem AMVJ Amsterdam. Najwięcej tytułów mistrza Holandii zdobył klub Dynamo Apeldoorn - uczynił to 12 razy.
W latach 2007-2012 najwyższa klasa rozgrywkowa nosiła nazwę A-League, natomiast od sezonu 2012/2013 ponownie Eredivisie.

## Nazwy
- 1947-1962 – Mistrzostwa Holandii
- 1962-1998 – Eredivisie
- 1998-2001 – SNS-league
- 2001-2007 – Eredivisie
- 2007-2012 – A-League
- od 2012 – Eredivisie

## Medaliści
| Sezon     | 1. miejsce                                                   | 2. miejsce                                                   | 3. miejsce                                                   |
| --------- | ------------------------------------------------------------ | ------------------------------------------------------------ | ------------------------------------------------------------ |
| 1947/1948 | AMVJ (Amsterdam)                                             | SOS (Utrecht)                                                | RVC (Rijswijk)                                               |
| 1948/1949 | RVC (Rijswijk)                                               | AMVJ (Amsterdam)                                             | SOS (Utrecht)                                                |
| 1949/1950 | RVC (Rijswijk)                                               | AMVJ (Amsterdam)                                             | Neerlandia (Utrecht)                                         |
| 1950/1951 | RVC (Rijswijk)                                               | VHH (Amsterdam)                                              | Polonia (Utrecht)                                            |
| 1951/1952 | RVC (Rijswijk)                                               | VHH (Amsterdam)                                              | Cracovia (Breda)                                             |
| 1952/1953 | RVC (Rijswijk)                                               | SMH (Amsterdam)                                              | Ons Genoegen (Groningen)                                     |
| 1953/1954 | RVC (Rijswijk)                                               | SOS (Utrecht)                                                | Mesa Cosa (Groningen)                                        |
| 1954/1955 | RVC (Rijswijk)                                               | SMH (Amsterdam)                                              | VC Den Bosch                                                 |
| 1955/1956 | RVC (Rijswijk)                                               | Concordia (Rotterdam)                                        | AMVJ (Amsterdam)                                             |
| 1956/1957 | RVC (Rijswijk)                                               | SVV (Utrecht)                                                | VC Den Bosch                                                 |
| 1957/1958 | RVC (Rijswijk)                                               | Mesa Cosa (Groningen)                                        | St. Bernardinus (Heerlen)                                    |
| 1958/1959 | DES (Voorburg)                                               | RVC (Rijswijk)                                               | AMVJ (Amsterdam)                                             |
| 1959/1960 | REVA (Amsterdam)                                             | Oranje Nassau (Groningen)                                    | St. Bernardinus (Heerlen)                                    |
| 1960/1961 | DES (Voorburg)                                               | St. Bernardinus (Heerlen)                                    | Kweekschool (Deventer)                                       |
| 1961/1962 | MVC REVA (Amsterdam)                                         | Oranje Nassau (Groningen)                                    | Kweekschool (Deventer)                                       |
| 1962/1963 | AMVJ (Amsterdam)                                             | DES (Voorburg)                                               | Libanon '50 (Rotterdam)                                      |
| 1963/1964 | DES (Voorburg)                                               | Libanon '50 (Rotterdam)                                      | Valuas (Venlo)                                               |
| 1964/1965 | Blokkeer/DES (Rijswijk)                                      | Libanon '50 (Rotterdam)                                      | Olhaco (Hoogeveen)                                           |
| 1965/1966 | Blokkeer (Rijswijk)                                          | AMVJ/RC (Amsterdam)                                          | H2C-Olhaco (Hoogeveen)                                       |
| 1966/1967 | Blokkeer (Rijswijk)                                          | H2C-Olhaco (Hoogeveen)                                       | AMVJ/RC (Amsterdam)                                          |
| 1967/1968 | Blokkeer (Rijswijk)                                          | AMVJ/RC (Amsterdam)                                          | Orawi (Dordrecht)                                            |
| 1968/1969 | AMVJ/RC (Amsterdam)                                          | Blokkeer (Rijswijk)                                          | Valuas (Venlo)                                               |
| 1969/1970 | AMVJ/RC (Amsterdam)                                          | Orawi (Dordrecht)                                            | Blokkeer (Rijswijk)                                          |
| 1970/1971 | Delta Lloyd AMVJ (Amsterdam)                                 | Eminent Blokkeer (Rijswijk)                                  | Valuas (Venlo)                                               |
| 1971/1972 | Delta Lloyd AMVJ (Amstelveen)                                | Mars Blokkeer Stars (Rijswijk)                               | SFC Assen                                                    |
| 1972/1973 | Delta Lloyd AMVJ (Amstelveen)                                | Starlift Blokkeer (Rijswijk)                                 | Corbulo (Voorburg)                                           |
| 1973/1974 | Starlift Blokkeer (Rijswijk)                                 | Robot VC Tilburg                                             | Orawi (Dordrecht)                                            |
| 1974/1975 | Gaggenau Corbulo (Voorburg)                                  | Robot VC Tilburg                                             | Interlance Zaan '69                                          |
| 1975/1976 | Starlift Blokkeer (Rijswijk)                                 | Interlance Zaan '69                                          | Delta Lloyd AMVJ (Amstelveen)                                |
| 1976/1977 | Starlift Blokkeer (Rijswijk)                                 | Delta Lloyd AMVJ (Amstelveen)                                | Roswell Corbulo (Voorburg)                                   |
| 1977/1978 | Starlift Blokkeer (Rijswijk)                                 | Delta Lloyd AMVJ (Amstelveen)                                | Interlance Zaan '69                                          |
| 1978/1979 | Starlift Voorburg                                            | Delta Lloyd AMVJ (Amstelveen)                                | Interlance Zaan '69                                          |
| 1979/1980 | Delta Lloyd AMVJ (Amstelveen)                                | Starlift Voorburg                                            | Gemenservice VVC Vught                                       |
| 1980/1981 | VVC Vught                                                    | Delta Lloyd AMVJ (Amstelveen)                                | Starlift Voorburg                                            |
| 1981/1982 | Starlift Voorburg                                            | Ubbink Orion (Doetinchem)                                    | Verbunt VVC Vught                                            |
| 1982/1983 | Starlift Voorburg                                            | Verbunt VVC Vught                                            | Brother Martinus (Amstelveen)                                |
| 1983/1984 | Brother Martinus (Amstelveen)                                | Starlift Voorburg                                            | Delta Lloyd AMVJ (Amstelveen)                                |
| 1984/1985 | Brother Martinus (Amstelveen)                                | Starlift Voorburg                                            | Delta Lloyd AMVJ (Amstelveen)                                |
| 1985/1986 | Brother Martinus (Amstelveen)                                | Richard Kempers Animo (Sneek)                                | Delta Lloyd AMVJ (Amstelveen)                                |
| 1986/1987 | Brother Martinus (Amstelveen)                                | Delta Lloyd AMVJ (Amstelveen)                                | Nashua VCG (Geldrop)                                         |
| 1987/1988 | Brother Martinus (Amstelveen)                                | Detach Animo (Sneek)                                         | Nashua VCG (Geldrop)                                         |
| 1988/1989 | Delta Lloyd AMVJ (Amstelveen)                                | Rentokil ZVH (Zevenhuizen)                                   | Orion (Doetinchem)                                           |
| 1989/1990 | Rentokil ZVH (Zevenhuizen)                                   | Brother Martinus (Amstelveen)                                | Normis Orion (Doetinchem)                                    |
| 1990/1991 | Piet Zoomers Dynamo (Apeldoorn)                              | Rentokil ZVH (Zevenhuizen)                                   | Nashua VCG (Geldrop)                                         |
| 1991/1992 | Rentokil ZVH (Zevenhuizen)                                   | Piet Zoomers Dynamo (Apeldoorn)                              | Autodrop VCG (Geldrop)                                       |
| 1992/1993 | Piet Zoomers Dynamo (Apeldoorn)                              | Rentokil ZVH (Zevenhuizen)                                   | Autodrop VCG (Geldrop)                                       |
| 1993/1994 | Piet Zoomers Dynamo (Apeldoorn)                              | Autodrop VCG (Geldrop)                                       | VC Kuipers Zwolle                                            |
| 1994/1995 | Piet Zoomers Dynamo (Apeldoorn)                              | TDK Brevok (Breda)                                           | Alcom Capelle (Nieuwerkerk)                                  |
| 1995/1996 | Piet Zoomers Dynamo (Apeldoorn)                              | VC Kuipers Zwolle                                            | Rentokil ZVH (Zevenhuizen)                                   |
| 1996/1997 | Piet Zoomers Dynamo (Apeldoorn)                              | VC Kuipers Zwolle                                            | Alcom Capelle (Nieuwerkerk)                                  |
| 1997/1998 | VC Nesselande                                                | Piet Zoomers Dynamo (Apeldoorn)                              | Remote IT Zwolle                                             |
| 1998/1999 | Piet Zoomers Dynamo (Apeldoorn)                              | Geové RZG Vrevok (Nieuwegein)                                | VC Nesselande                                                |
| 1999/2000 | Geové RZG Vrevok (Nieuwegein)                                | Piet Zoomers Dynamo (Apeldoorn)                              | Cadenz Nesselande                                            |
| 2000/2001 | Piet Zoomers Dynamo (Apeldoorn)                              | Geové RZG Vrevok (Nieuwegein)                                | Cadenz Nesselande                                            |
| 2001/2002 | Omniworld/AMVJ (Almere)                                      | Alcom Capelle (Nieuwerkerk)                                  | Piet Zoomers Dynamo (Apeldoorn)                              |
| 2002/2003 | Piet Zoomers Dynamo (Apeldoorn)                              | VC Omniworld (Almere)                                        | Alcom Capelle (Nieuwerkerk)                                  |
| 2003/2004 | ORTEC Nesselande                                             | VC Zwolle                                                    | VC Omniworld (Almere)                                        |
| 2004/2005 | ORTEC Nesselande                                             | Piet Zoomers Dynamo (Apeldoorn)                              | Omniworld Volleybal (Almere)                                 |
| 2005/2006 | ORTEC Rotterdam.Nesselande                                   | Piet Zoomers Dynamo (Apeldoorn)                              |                                                              |
| 2006/2007 | Piet Zoomers Dynamo (Apeldoorn)                              | ORTEC Rotterdam.Nesselande                                   | D·O·C· STAP Orion (Doetinchem)                               |
| 2007/2008 | Piet Zoomers Dynamo (Apeldoorn)                              | ORTEC Rotterdam.Nesselande                                   | D·O·C· STAP Orion (Doetinchem)                               |
| 2008/2009 | ORTEC Rotterdam.Nesselande                                   | D·O·C· STAP Orion (Doetinchem)                               | AB Groningen Lycurgus                                        |
| 2009/2010 | SV Dynamo Apeldoorn                                          | HvA Volleybal                                                | AB Groningen Lycurgus                                        |
| 2010/2011 | Rivium Rotterdam Volleybal                                   | Langhenkel Volley (Doetinchem)                               | Draisma Dynamo (Apeldoorn)                                   |
| 2011/2012 | Langhenkel Volley (Doetinchem)                               | Abiant Lycurgus (Groningen)                                  | Netwerk STV (Tilburg)                                        |
| 2012/2013 | Landstede Volleybal/VCZ                                      | Abiant Lycurgus (Groningen)                                  | Tilburg STV                                                  |
| 2013/2014 | Landstede Volleybal/VCZ                                      | Draisma Dynamo (Apeldoorn)                                   | Abiant Lycurgus (Groningen)                                  |
| 2014/2015 | Landstede Volleybal/VCZ                                      | Abiant Lycurgus (Groningen)                                  | Wenters Sports Orion (Doetinchem)                            |
| 2015/2016 | Abiant Lycurgus (Groningen)                                  | Seesing Personeel Orion (Doetinchem)                         | Draisma Dynamo (Apeldoorn)                                   |
| 2016/2017 | Abiant Lycurgus (Groningen)                                  | Seesing Personeel Orion (Doetinchem)                         | Draisma Dynamo (Apeldoorn)                                   |
| 2017/2018 | Abiant Lycurgus (Groningen)                                  | Seesing Personeel Orion (Doetinchem)                         | Draisma Dynamo (Apeldoorn)                                   |
| 2018/2019 | Achterhoek Orion (Doetinchem)                                | Abiant Lycurgus (Groningen)                                  | Draisma Dynamo (Apeldoorn)                                   |
| 2019/2020 | Ze względu na pandemię COVID-19 rozgrywki zostały przerwane. | Ze względu na pandemię COVID-19 rozgrywki zostały przerwane. | Ze względu na pandemię COVID-19 rozgrywki zostały przerwane. |
| 2020/2021 | Draisma Dynamo (Apeldoorn)                                   | Amysoft Lycurgus (Groningen)                                 | Active Living Orion (Doetinchem)                             |
| 2021/2022 | Draisma Dynamo (Apeldoorn)                                   | Active Living Orion (Doetinchem)                             | Amysoft Lycurgus (Groningen)                                 |
| 2022/2023 | Draisma Dynamo (Apeldoorn)                                   | Active Living Orion (Doetinchem)                             | Samen. Lycurgus (Groningen)                                  |
| 2023/2024 | Active Living Orion (Doetinchem)                             | Draisma Dynamo (Apeldoorn)                                   | Nova Tech Lycurgus (Groningen)                               |
| 2024/2025 | Orion Stars (Doetinchem)                                     | Nova Tech Lycurgus (Groningen)                               | Draisma Dynamo (Apeldoorn)                                   |